# Try With Me
«Try With Me» —en español «Inténtalo conmigo»— es el título de una canción de la cantante estadounidense Nicole Scherzinger seleccionada de su primer álbum de estudio Killer Love (2011), como el primer sencillo oficial de promoción. La canción fue lanzada el 18 de noviembre de 2011 por Interscope Records. Fue escrita Carsten Schack, Sean Hurley, Olivia Nervo y Miriam Nervo, bajo la producción de Soulshock.
La canción comienza como una balada lenta y evoluciona hacia un ritmo bailable. La letra habla del desengaño amoroso.

## Vídeo musical
El video de «Try With Me» fue filmado en Xilitla, San Luis Potosí , México el 3 de octubre de 2011 por Aaron Platt y Joseph Toman, muestra a Scherzinger mientras baila, canta y toca un piano cubierto de musgo, con el fondo de unas ruinas. Se estrenó en MSN Music UK el 18 de octubre de 2011.

## Promoción
Scherzinger promocionó el sencillo a través de entrevistas en la radio, la televisión y la prensa. Lo presentó en directo en tres actuaciones, en la 8ª edición del concurso The X Factor en Reino Unido, en el programa de ITV This Morning y en la gala de la monarquía británica Royal Variety Performance 2011 celebrado en The Lowry, en Gran Mánchester. Además, la canción fue añadida al repertorio de su gira de 2011 The Killer Love Tour.

## Críticas y popularidad
Try With Me fue elogiada por su producción y por la voz de Scherzinger. Apareció por primera vez en Irlanda el 30 de noviembre de 2011 y alcanzó el puesto nº 29. En Reino Unido llegó al número dieciocho con 21.315 copias vendidas.
| Escocia     | Scottish Singles Chart | 13 |
| Eslovaquia  | Rádio Top 100          | 16 |
| Irlanda     | Irish Singles Chart    | 29 |
| Reino Unido | UK Singles Chart       | 18 |